# Anomoia melanobasis
Anomoia melanobasis är en tvåvingeart som beskrevs av Hardy 1974. Anomoia melanobasis ingår i släktet Anomoia och familjen borrflugor. Inga underarter finns listade i Catalogue of Life.